# Кнуд Люндберг
Кнуд Люндберг (дан. Knud Lundberg) —
(14 травня 1920 — 12 серпень 2002) — данський спортсмен та письменник. Переважну частину свою футбольної кар'єри провів у клубі «Академіск». Крім того, грав на найвищому рівні у гандбол і баскетбол, виграв національний чемпіонат Данії у всіх трьох видах спорту. Був гравцем національної збірної Данії з футболу, бронзовий призер літніх Олімпійських ігор в Лондоні 1948 року у складі національної збірної з футболу Данії.
Кнуд вивчав медицину і спорт. Після завершення своєї спортивної кар'єри, Люндберг працював спортивним журналістом, і він був першим спортивним редактором данської газети «Dagbladet Information», спортивним редактором соціал-демократичної газети «Aktuelt», редактором щорічного «Fodbold» та займав низку інших редакційних посад.
Після закінчення своєї спортивної кар'єри, він також, був відомий як регіональний політик-соціал-демократ та письменник. Кількість книг, написаних у різних сферах та жанрах ним особисто або у співавторстві з іншими письменниками складає понад 50, починаючи від охорони здоров'я до спорту і художньої літератури. Його праці включали чотири томи «Dansk Fodbold»; «Хроніка данського футболу з 1939 по 1989 рік», опубліковані до 100-річчя від дня народження Футбольної асоціації Данії. Серед художніх творів виокремлюється фантастичний роман на спортивну тематику «Олімпійська надія» (Det olympiske håb, 1955). Це роман про близьке майбутнє, в якому Люндберг передбачив, що Олімпійські ігри у майбутньому врешті-решт матимуть проблеми з використанням препаратів для підвищення продуктивності спортсменів, тобто від поширення допінгу.
В останні роки свого життя, Люндберг мав хворобу Альцгеймера.

## Титули і досягнення
- Чемпіон Данії: 1942-43, 1944-45, 1946-47, 1950-51, 1951-52
- Бронзовий олімпійський призер: 1948